# 동이교위
동이교위(東夷校尉)는 중국 위진남북조 시기에 요동 지방에 설치되었던 관직이다. 6세기에는 고구려왕과 신라왕의 봉호 중 하나가 되었다.

## 역사

### 설치
후한서 백관지 주석에는 진서를 인용하여 한나라가 동이교위를 설치한 것으로 전하고 있으나, 진서 지리지에는 공손씨 정권이 요동에 웅거한 이래 위나라가 동이교위를 설치한 것으로 전하고 있다. 이에 대해 조조가 요동에 웅거한 공손씨 정권의 영향력을 인정하면서 공손강에게 평주자사 겸 동위교위를 제수하였다는 설이 있으나, 대부분의 학자들은 공손씨가 멸망한 직후 설치된 것으로 보고 있다. 그 직무는 동이로 분류되는 여러 종족들과의 외교관계를 관리하고 필요에 따라 군사력을 행사하는 것이었으며, 이는 이전까지 존재하던 호오환교위나 호선비교위의 역할이 확장된 것이었다.
그러나 서진시대 이전까지 사실상 동이교위의 임명이나 활동은 확인되지 않으며, 따라서 동이교위는 285년에 모용외가 부여를 멸망시키는 것을 막지 못했다는 이유로 선우영(鮮于嬰)이 해임되고 하감(何龕)이 부임하면서 비로소 실질적인 역할을 수행하게 되었다고 여겨지고 있다. 이는 사마염이 282년부터 305년까지 여러 이민족통어관(異民族統御官)을 설치한 것과 궤를 같이한다. 이후 286년에 하감이 가침을 파견하여 부여를 복국시키고 289년에는 모용외를 굴복시키면서 동이교위의 권위가 확고해졌던 것으로 여겨진다. 그러나 동이교위가 서진의 동방정책을 주관하게 되면서 이전까지 중국의 동방정책을 주도하던 동방변군은 자신의 기능을 잃고 급속도로 쇠퇴하였다.
이후 280년대인 태강 연간에 하감의 후임으로 문앙이 동이교위가 되었다고 하나, 290년인 태희 원년까지도 하감이 동이교위로 재직한 사실이 나타나고 문앙이 현지에 부임하지 않았음이 시사되기 때문에 사실상 하감이 계속하여 동이교위직을 수행하고 있었다.

### 전개
이후 10여 년간 동이교위의 임용 기록이 보이지 않다가 304년에 동이교위 이진(李臻)의 존재가 나타난다. 이진은 팔왕의 난 시기에 하북을 장악한 군벌 왕준(王浚)의 일당이었으나, 309년에 왕준을 배신하고 군사를 일으켰다가 요동태수 방본(龐本)에게 살해되었고, 방본은 다시 새로 부임한 동이교위 봉석(封釋)에게 살해되었다. 봉석은 평주자사 겸 동이교위로 관직을 수행하다 311년에 병으로 사망하였고, 이에 왕준은 승제하는 자격으로 자신의 처삼촌 최비(崔毖)를 동이교위로 임명하였다.
최비는 313년에 왕준이 석륵에게 패하며 사망한 뒤에도 여전히 동위교위 겸 평주자사로 요동을 통치하고 있었으나, 영가의 난으로 중원에서 피난해 온 유망민들을 수용하면서 크게 불어난 모용외의 세력을 경계하여 319년에 우문부, 단부, 고구려로 하여금 모용부를 협공하도록 교사하였다. 그러나 모용외는 우문부에만 고기와 술을 보내면서 지난번에 최비의 사자가 왔었다는 말을 흘리는 등의 이간계로 위기를 벗어나고 홀로 남은 우문부의 군대를 크게 격파하였다. 이에 최비는 모용부의 보복을 두려워하여 고구려로 망명하였으며, 최비의 도주로 무주공산이 된 요동은 모용부가 장악하게 되었다. 이후 모용외가 동진으로부터 승제를 허락받음에 따라 동이교위는 모용부에서 독자적으로 임명하는 관직이 되었다.
그러나 동이교위가 통제해야 할 선비족이 거꾸로 동이교위를 임명하게 된 상황은 사실상 동이교위의 역할을 유명무실하게 만들었다. 때문에 모용부 치하에서의 동이교위란 사실상 모용부의 군주가 자신의 측근을 구성하는 막료의 일종으로 변질되었고, 이에 따라 동이교위의 활동도 정치화되었다. 모용외의 뒤를 이은 모용황과 그에 반발하는 모용인이 대립하고 있던 정세 속에서 모용황을 추종하던 동이교위 봉추와 모용인이 임명한 동이교위 적해가 병립하고 있었던 것은 이러한 상황의 반영이었다. 이후의 모용준은 전연 정권의 후계자로서 동이교위의 직함을 가지고 있었으므로 실제적인 활동 여부가 확인되지 않는다.
이후 모용수가 357년부터 2년 간 요동에 진수하여 그 일대의 통치를 위임받으면서 평주자사 겸 동이교위로 활동하였는데, 여기에서 평주자사에 겸직된 동이교위는 동방 외부의 이민족들과의 외교를 주재하기보다도 평주에 내속된 이민족과 그 유력자를 통제할 목적에서 설치된 것이었다. 모용수 이후 전진과 후연 시대 동안 사서에서는 동이교위의 존재가 확인되지 않는데, 강서군에 있는 덕흥리 고분 묵서묘지명에서 묘주 진(鎭)이 사지절 동이교위 유주자사를 역임했던 사실이 확인되나 이에 대해서는 후연이 제수한 실직이라는 설과 고구려가 제수한 허직이라는 설이 대립하고 있다.

### 변질
북위에서는 423년에 태무제가 즉위하면서 자신의 먼 친족 탁발영문(拓跋嬰文)을 평주자사 겸 동이교위로 삼아 요서에 진수시켰다고 하나, 당시의 요동은 고구려, 요서는 북연의 영역이었으므로 이는 실제로 평주를 다스리고 일대의 이민족들을 통제한 것이 아니라 요서에서 북연과의 전선을 총괄하는 의미를 지닌 사실상의 허직이었다. 이후 433년에 북연의 왕자 풍숭(馮崇)이 요서를 들어 북위에 내속하자 북위는 풍숭을 요서왕으로 책봉하여 요서에서의 독립적인 자치권을 인정하고 동이교위의 관직을 제수하였는데, 이는 풍숭의 독자적인 외교 교섭권을 제한적으로 인정하는 의미였다.
이후 436년에 북연의 영역을 접수한 태무제는 이듬해에 자신의 사촌 탁발혼(拓跋渾)을 동이교위 진동대장군 평주자사로 삼아 북연의 수도이던 화룡(和龍)에 진수시킴으로써 요서에서 북연의 잔재를 일소하였고, 470년 경에는 탁발휴(拓跋休)를 정동대장군 동이교위로 삼아 화룡에 진수시킴으로써 고막해(庫莫奚)의 침략을 막고 그들을 귀부시키는 등 요서의 외민족들에 대한 영향력까지도 확대하는 모습을 보였다. 그러나 동시에 동이중랑장으로 임명된 고구려왕 고련(高璉)과 고운(高雲)의 위상이 높아지고 요서의 외민족에게까지 영향력을 확대하면서 북위의 동이교위는 점차 유명무실해졌다. 급기야 490년에 동이교위로 제수된 공손수(公孫邃)는 시종 청주자사 직을 유지하고 있었기에 과연 동이교위로서의 직임을 수행하였는지도 불분명하다.
이로 말미암아 519년에 북위 조정이 고구려왕 고운의 부고를 접하면서 그를 동이교위로 추증하고, 또한 새로 고구려왕이 된 고안(高安)에게도 동이교위를 제수하면서 동이교위의 직함은 사실상 고구려왕의 봉호의 일부로 편입되었다. 이후 북위와 그를 이어받은 북제에서는 고연(高延), 고성(高成), 고탕(高湯)을 연이어 고구려왕으로 책봉하는 동시에 동이교위를 제수하였다. 그러나 고탕이 동이교위로 제수된 지 5년 뒤인 565년에 북제는 돌연 신라 진흥왕(眞興王)을 동이교위에 제수하였는데, 이는 6세기 중반 신라의 성장과 동시에 돌궐의 확장으로 요서 일대에서 고구려의 영향력이 축소된 사실의 반영이었다.

### 소멸
565년을 끝으로 64년 동안 단절되었던 동이교위는 요서의 외민족들을 통솔하고 있던 돌궐이 약화됨에 따라 다시 필요성이 대두되어 당나라에 의해 복설되었다. 이때 동이교위는 영주도독이 겸임하게 하였는데, 여기에서 동이교위는 519년 이전과 같이 요서의 외민족들에 대한 통제를 담당하고 있는 직임이었다. 이에 따라 630년에 동이교위를 역임하고 있던 설만숙(薛萬淑)은 일릭 카간이 항복함으로써 동돌궐이 멸망하자 돌궐의 지배로부터 벗어난 요서와 만주 서부 일대의 외민족들을 동이교위의 치하로 재편하였고, 설만숙의 뒤를 이어 부임한 장검(張儉)은 이들 외민족으로 구성된 번병(蕃兵)을 이끌고 645년 제1차 고구려-당 전쟁에 종군하여 건안성을 습격하기도 하였다.
이후 648년에 거란의 수령 이굴가가 당나라에 내속하여 송막도독(松漠都督)으로 제수됨에 따라 거란을 통제하던 장검도 동이교위에서 동이도호(東夷都護)로 직함이 변경되었는데, 이는 곧 종래의 교위부-호군부 단위의 이민족통어관 체제에서 도호부-도독부를 단위로 하는 기미부주 체제로의 변동을 반영하는 것이었다. 그러나 동이도호 또한 장검의 뒤를 이어 부임한 정명진(程名振)이 658년에 거란병을 이끌고 설인귀와 함께 고구려의 적봉진(赤烽鎭)을 함락시킨 것을 끝으로 더 이상 사서에 등장하지 않는다. 이는 668년에 고구려가 멸망한 뒤 평양에 설치된 안동도호부로 재편된 것이라는 견해가 있으나 이 또한 확실하지는 않다.
696년에 영주도독 조문홰가 송막도독 이진충을 자신의 휘하로 깔보았고 이진충이 이에 반발하여 반란을 일으킨 것으로 보아 적어도 696년 이전에는 동이도호가 폐지되었으며, 699년에는 안동도호부 또한 도독부로 격하되면서 당나라의 동방에서 기미부주 체제는 와해되었다. 기미주 체제가 와해된 이래 당나라의 이민족 통제는 지방의 절도사가 압번락사(押蕃落使)를 겸임함으로써 주관하게 되었는데, 713년에 하북에 설치된 유주절도사는 압해거란사(押奚契丹使)로서 해와 거란에 대한 통제를 맡았고, 719년에 요서에 설치된 평로절도사는 실위와 말갈에 대한 통제를 맡았다가 평로치청절도사로 확장되면서 압신라발해양번사(押新羅渤海兩蕃使)로서 신라와 발해에 대한 통제를 맡았다.

## 역대 동이교위
| 임관자             | 임명자        | 재임기간                | 치소               | 출전                     |
| 선우영(鮮于嬰)     | 서진          | 미상 - 285년            | 평주 요동군 양평현 | 진서                     |
| 하감(何龕)         | 서진          | 285년 - 290년 이후      | 평주 요동군 양평현 | 진서, 자치통감, 책부원구 |
| 문앙(文鴦)         | 서진          | 280년대 - 291년         | 평주 요동군 양평현 | 삼국지, 진서, 태평어람   |
| 이진(李臻)         | 서진          | 304년 이전 - 309년      | 부임하지 않음      | 진서, 자치통감           |
| 봉석(封釋)         | 서진          | 309년 - 311년           | 평주 요동군 양평현 | 위서, 자치통감           |
| 최비(崔毖)         | 서진 왕준     | 311년 - 319년           | 평주 요동군 양평현 | 진서, 자치통감           |
| 석륵(石勒)         | 전조          | 312년 이전 - 319년?     | 계속하여 이동      | 진서                     |
| 양탐(陽耽)         | 모용부        | 320년대                 | 평주 요동군 양평현 | 진서                     |
| 봉추(封抽)         | 모용부        | 331년 이전 - 338년 이후 | 평주 요동군 양평현 | 진서, 자치통감           |
| 적해(翟楷)         | 모용부 모용인 | 334년 2월 - 334년 11월  | 평주 요동군 양평현 | 십육국춘추, 자치통감     |
| 모용준(慕容儁)     | 전연          | 341년 - 348년?          | 평주 창려군 화룡성 | 진서, 태평어람           |
| 모용수(慕容垂)     | 전연          | 357년 - 359년?          | 평주 요동군 요동성 | 십육국춘추, 태평어람     |
| 진(鎭)             | ?             | 400년대                 | ?                  | 덕흥리고분 묵서묘지명    |
| 탁발영문(拓跋嬰文) | 북위          | 423년 - 433년?          | 유주 요서군        | 위서                     |
| 풍숭(馮崇)         | 북위          | 433년 - 437년?          | 평주 요서군 비여현 | 위서, 십육국춘추         |
| 탁발혼(拓跋渾)     | 북위          | 437년 - 미상            | 영주 창려군 용성현 | 위서                     |
| 탁발휴(拓跋休)     | 북위          | 470년대                 | 영주 창려군 용성현 | 위서                     |
| 탁발사예(拓跋思譽) | 북위          | 480년대                 | 영주 창려군 용성현 | 위서                     |
| 공손수(公孫邃)     | 북위          | 490년 - 495년?          | 청주 제군 임치현   | 위서                     |
| 고운(高雲)         | 북위          | 519년(추증)             | 고구려 평양성      | 위서                     |
| 고안(高安)         | 북위          | 519년 - 531년           | 고구려 평양성      | 위서                     |
| 고연(高延)         | 북위          | 532년 - 545년           | 고구려 평양성      | 위서, 책부원구           |
| 고성(高成)         | 북제          | 미상 - 560년            | 고구려 평양성      | 북제서                   |
| 고탕(高湯)         | 북제          | 560년 - 565년?          | 고구려 평양성      | 북제서                   |
| 김진흥(金眞興)     | 북제          | 565년 - 576년?          | 신라               | 북제서                   |
| 설만숙(薛萬淑)     | 당            | 629년 - 630년 이후      | 하북도 영주        | 구당서                   |
| 장검(張儉)         | 당            | 미상 - 648년            | 하북도 영주        | 신당서                   |